# 아버지의 집
《아버지의 집》은 2009년 12월 28일에 SBS에서 방영된 연말 특집 드라마이다.

## 등장 인물

### 주요 인물
- 최민수 : 강만호(28, 38, 49세) 역 (아역 강수한) - 스턴트맨, 막노동
- 문정희 : 이현재(25, 35, 46세) 역 - 재미교포, 피아니스트
- 김수현 : 강재일(10, 21세) 역 (아역 박창익) - 만호와 현재의 아들

### 강만호의 주변 인물
- 백일섭 : 강수복(53, 63, 74세) 역 - 만호의 아버지
- 박원숙 : 순애(50, 60, 71세) 역 - 술집 작부, 수복의 애인

### 이현재의 주변 인물
- 안정훈 : 박진우(38, 49세) 역 - 현재의 약혼자, 바이올리니스트

### 강재일의 주변 인물
- 유주희 : 미래(20세) 역 - 재일의 여자친구

### 그 외 인물
- 문용철
- 유정기
- 이용녀 : 한반도의 어머니 역
- 이봉규
- 원근희
- 한복희
- 채용병
- 박정환
- 정혜진
- 이중진
- 김성오 : 스티브 역
- 채승훈
- 김규진
- 김새활
- 반혜라 : 버스 안 아줌마 역
- 홍승범
- 곽인호
- 지윤해
- 최한나
- 강동후
- 안혜진
- 채상우 : 어린 한반도 역

### 우정출연
- 정혜선 : 민박집 주인 역
- 김호영 : 만호의 주치의 역
- 박상면

## 시청률
최저 시청률과 최고 시청률은 시청률 조사회사와 지역별로 시청률에 차이가 있을 수 있습니다.
| 회차  | 방송일           | AGB 시청률     | 비고    |
| 회차  | 방송일           | 대한민국(전국) | 비고    |
| ----- | ---------------- | -------------- | ------- |
| 제1회 | 2009년 12월 28일 | 16.6%          | 본 방송 |
| 제2회 | 2009년 12월 28일 | 19.6%          | 본 방송 |
| 제1회 | 2010년 1월 1일   | 8.6%           | 재방송  |
| 제2회 | 2010년 1월 1일   | 9.8%           | 재방송  |